# Lyès Bouyacoub
Lyès Bouyacoub (in arabo إلياس بويعقوب‎?; 3 aprile 1983) è un judoka algerino.
Nel 2016 ha partecipato ai Giochi olimpici di Rio de Janeiro vincendo al secondo turno contro l'emiratino Ivan Remarenco venendo però eliminato per shido contro l'azero Elmar Gasimov.

## Palmarès
- Campionati africani

Mauritius 2009: bronzo nei -90kg;
Yaounde 2010: bronzo nella categoria open;
Agadir 2012: argento nei -100kg;
Maputo 2013: argento nei -100kg;
Port Louis 2014: oro nei -100kg;
Libreville 2015: oro nei -100kg;
Tunisi 2016: argento nei -100kg;
Antanarivo 2017: oro nei -100kg;
Tunisi 2018: argento nei -100kg.
- Giochi africani

Maputo 2011: argento nei -81kg;
Brazzaville 2015: oro nei -81kg.